# Pseudospelotrema ammospizae
Pseudospelotrema ammospizae är en plattmaskart. Pseudospelotrema ammospizae ingår i släktet Pseudospelotrema och familjen Microphallidae. Inga underarter finns listade i Catalogue of Life.